# Acambay (municipalité)
Pour la localité, voir Acambay.
 (mars 2013).
Acambay de Ruiz Cadtañeda (mot d'origine nahuatl) est l'une des 125 municipalités de l'État de Mexico au Mexique. Elle est bordée au nord et à l'ouest par Temascalcingo, au sud par Atlacomulco, au sud-ouest par Temascalcingo, Timilpan et Jilotepec. Son chef-lieu est la ville d'Acambay qui compte 60 918 habitants.

## Démographie
| Ville                    | Population |
| Total Municipalité       | 60 918     |
| Acambay                  | 4 077      |
| Detiña                   | 2 453      |
| San Pedro de los Metates | 2 048      |
| Boshindo                 | 1 153      |